# Abborrtjärnen (Bergs socken, Jämtland)
Abborrtjärnen är en sjö i Bergs kommun i Jämtland och ingår i Ljungans huvudavrinningsområde. Sjön har en area på 0,0418 kvadratkilometer och ligger 421 meter över havet. Sjön avvattnas av vattendraget Loån.

## Delavrinningsområde
Abborrtjärnen ingår i det delavrinningsområde (694942-144209) som SMHI kallar för Inloppet i Losjön. Medelhöjden är 455 meter över havet och ytan är 7,38 kvadratkilometer. Det finns inga avrinningsområden uppströms utan avrinningsområdet är högsta punkten. Loån som avvattnar avrinningsområdet har biflödesordning 2, vilket innebär att vattnet flödar genom totalt 2 vattendrag innan det når havet efter 200 kilometer. Avrinningsområdet består mestadels av skog (70 procent) och sankmarker (19 procent). Avrinningsområdet har 0,1 kvadratkilometer vattenytor vilket ger det en sjöprocent på 1,3 procent.